# Mostwiłowicze
Mostwiłowicze (biał. Масцілавічы, Masciławiczy; ros. Мостиловичи, Mostiłowiczi) – wieś na Białorusi, w obwodzie mińskim, w rejonie kleckim, w sielsowiecie Kuchczyce.

## Historia
W XIX i w początkach XX w. wsie Wielkie Mostwiłowicze i Małe Mostwiłowicze oraz folwark położone były w Rosji, w guberni mińskiej, w powiecie słuckim, w gminie Siniawka. Do 1874 należały do ordynacji kleckiej, a następnie do ordynacji nieświeskiej Radziwiłłów.
W dwudziestoleciu międzywojennym jedna wieś i folwark leżące w Polsce, w województwie nowogródzkim, w powiecie nieświeskim, w gminie Siniawka. W 1921 wieś liczyła 448 mieszkańców, zamieszkałych w 84 budynkach, wyłącznie Białorusinów wyznania prawosławnego. Folwark liczył zaś 57 mieszkańców, zamieszkałych w 3 budynkach, w tym 43 Białorusinów i 14 Polaków. 31 mieszkańców było wyznania rzymskokatolickiego i 26 prawosławnego.
Po II wojnie światowej w granicach Związku Sowieckiego. Od 1991 w niepodległej Białorusi.